# Anabta
Anabta (arabsky عنبتا‎) je palestinské město v severní části Západního břehu Jordánu, které se nachází ve vzdálenosti 9 km východně od Tulkarmu. Podle údajů palestinského Ústředního statistického úřadu mělo v roce 2007 7 329 obyvatel.
Anabta je spravována obecní radou a je jednou z nejstarších obcí v Tulkarmském guvernorátu. Zastavené území města má rozlohu cca 1300 dunamů (1,3 km²). V okolí je rozvinuté pěstování oliv, fíků, mandlí a též lesní plochy. Voda je dodávána z pěti podzemních vrtů.